# 名犬ラッシーの大冒険
『名犬ラッシーの大冒険』（めいけんらっしーのだいぼうけん、Lassie's Great Adventure）は、エリック・ナイト作の『名犬ラッシー』を原作とした1963年のアメリカ合衆国のファミリードラマ映画。アメリカで1954年から1974年まで放送された『名犬ラッシー』のシーズン9のエピソード「The Journey」を再編集し、テクニカラーによってカラーライズした作品である。ジョン・プロヴォスト、ジューン・ロックハート、ヒュー・レイリー出演。
日本では1989年にアポロン音楽工業からビデオが発売された際に『名犬ラッシー/ラッシーの大冒険』と改題され、後に発売されたDVDで元のタイトルに戻された。

## あらすじ
翌日から開催予定のカウンティ・フェアを告知するため、ジェイク・ホッジスはアンナベル号と呼んでいる気球に乗って街の上を飛行していたが、天候が悪くなって突風にあおられたために森の方に流されて降りることが困難になる。それを森へ釣りをするため来ていたティミー少年に同行しているラッシーが発見し、彼らは気球が降りていく方向に急ぐ。ジェイクはティミーに助けを求めて縄を投げ、ティミーが木に結んで着地に無事成功し、杭を打ち終わったジェイクは彼らに礼を言う。その後彼から気球を回収するトラックを呼びにいくと話されたティミーは、街に行く予定がある父のポールの車に乗ることを提案し、ジェイクと一緒に街へと向かう。ティミーたちが街に到着し、ジェイクはこのお礼としてティミーとラッシーをカウンティ・フェアの出し物であるアンナベル号搭乗イベントに無料で参加させることを約束してポールとトラックを呼びに行く。
アンナベル号が風で飛ばされないか心配しているラッシーを見たティミーは、再び気球を停めている森に訪れる。するとアンナベル号は今にも吹き飛ばされそうな状態で、ラッシーは外れそうな杭を見つけてティミーに知らせる。ティミーが杭の縄を持って吹き飛ばされるのを防ごうとするが風の力には太刀打ちできず、杭を打ち直すためハンマーを取りにティミーはアンナベル号に乗り込む。そのときに杭が全て外れてバランスを崩したティミーは気絶し、アンナベル号は彼を乗せたまま飛び立ってしまい、ラッシーも追いかけて飛び乗る。ジェイクはポールの運転する車の中から空を飛ぶアンナベル号を見つけ、急いで森に戻った彼はアンナベル号が飛んで行ったことを知る。さらにジェイクは乗せておいたハンマーが外に落ちているのを発見し、ポールがティミーなら何か知っていると言われて家に戻る。
目を覚ましたティミーは自分とラッシーを乗せたアンナベル号が空を飛んでいることに困惑し、拡声器で助けを求めるが伝わらずに再び気を失う。家に戻ったポールは、妻のルースからティミーがラッシーと出かけて行ったことを知らされる。直後2人は音楽を鳴らしながら飛行するアンナベル号を見つけ、誰かがレコードをかけたとジェイクが話す。ひょっとするとティミーたちが気球に乗っているかもしれないと思ったポールは、保安官に電話して確かめてもらうことにする。そのことを聞いて取り乱したルースをポールがなだめ、気球についての続報を待つ。ポールとルースは気が気でないなか、ラジオにも気球についてのニュースが流れ始める。ティミーとラッシーの身を案じたポールは、民間の航空隊に彼らの捜索を頼みに出かける。一方、ティミーとラッシーの乗るアンナベル号はどんどん遠くへと流されていた。
依然として手がかりが得られず時間ばかり過ぎ、ポールの心配は募っていく。ティミーは気球の高度を下げようと紐を引くが、逆に上げ方が分からず気球を高い木に引っかけてしまう。何とか地上に降りることができたティミーとラッシーはとりあえず山を下り始め、危険な目に合いながらも家に戻ることを希望にして生き抜いていく。

## キャスト
| 役名                   | 俳優                       | 日本語吹替 | 日本語吹替 | 日本語吹替 | 日本語吹替 |
| 役名                   | 俳優                       | 劇場公開版 | ビデオ版   | DVD版      | NHK-BS2版  |
| ---------------------- | -------------------------- | ---------- | ---------- | ---------- | ---------- |
| ティミー・マーティン   | ジョン・プロヴォスト       | 久松夕子   | 小宮和枝   | 高森奈緒   | 大谷育江   |
| ルース・マーティン     | ジューン・ロックハート     | 浅川裕子   | 沢田敏子   | 寺瀬今日子 | 宮崎美子   |
| ポール・マーティン     | ヒュー・レイリー           | 小林恭治   | 千田光男   | 楠大典     | 田中健     |
| ジェイク・ホッジス     | パトリック・ウェストウッド |            | 江原正士   |            |            |
| スプラー巡査           | ロバート・ハワード         |            | 菊池正美   |            |            |
| マクドナルド           | ウィル・J・ホワイト        |            | 朝戸鉄也   | 金子達     |            |
| チヌーク・ピート       | リチャード・キール         |            |            |            |            |
| ジョン・スタンレー     | ウォルター・ストッカー     |            | 有本欽隆   |            |            |
| ハードウィック上級曹長 | ディック・シモンズ         |            | 村松康雄   |            |            |
| ヘンティ               | レオ・ニーダム             |            | 上田敏也   |            |            |
| 管制塔のオペレーター   | ウォルター・ケリー         |            |            |            |            |
| トンプキンズ           | パトリック・ウォルツ       |            | 江原正士   |            |            |

- 劇場公開版：1965年公開。
- ビデオ版：1989年にアポロン音楽工業から発売のVHSに収録。
- DVD版：2003年8月28日にマクザム/ハピネットから発売のDVDに収録。
- NHK-BS2版：初回放送2003年5月1日『懐かし映画劇場』[3]

## スタッフ
- 監督：ウィリアム・ボーダイン（英語版）
- 脚本：モンロー・マニング、チャールズ・オニール
- 原案：サムナー・ロング
- 製作：ロバート・ゴールデン
- 撮影監督：エド・フィッツジェラルド
- 編集：モニカ・コリングウッド
- 衣裳デザイン：ウォルト・ホフマン
- 音楽：ウォレス・ノグル

日本語版スタッフ
- ビデオ版

翻訳：小田貴子
演出：田島荘三
効果：PAG
調整：近藤勝之
スタジオ：コスモスタジオ
制作：斉藤誠、コスモプロモーション
- NHK-BS2版

翻訳：宮川桜子
演出：佐藤敏夫
効果：栗林秀年
調整：白石洋
制作担当：小川眞紀子（ムービーテレビジョン）
制作：制作統括：加藤邦英（NHKエンタープライズ）